# Істочна-Іліджа
Істочна-Іліджа (серб. Општина Источна Илиџа) — одна з 6-ти громад, що утворюють Град (міський округ) Східне Сараєво. Розташована в регіоні Істочно-Сараєво Республіки Сербської.